# إيان سميث (لاعب كرة قدم)
إيان سميث (بالإنجليزية: Ian Smith)‏ هو لاعب كرة قدم بريطاني في مركز ظهير ‏، ولد في 15 فبراير 1957 في روثرهام ‏ في المملكة المتحدة. لعب مع توتنهام هوتسبير ونادي روذرهام يونايتد.